# Cyber Group Studios
Cyber Group Studios (anterior Cyber Group Animation) este un dezvoltator, producător și distribuitor de televiziune animată și filme pentru copii în Franța și internațional. Compania este specializată pe animație 3D și 2D pentru seriale de televiziune și filme, seriale web, știri și documentare. De asemenea, licențiază propriile caractere și caracterele terțe.

## Istoric
Cyber Group Animation a fost fondată în 2004. Compania și-a schimbat numele în Cyber Group Studios în martie 2009.

## Seriale animate
| # | Titlu                      | Creator(i) / Dezvoltator(i)            | Ani          | Co-producție cu                                                    | Canal                                                  | Note |
| - | -------------------------- | -------------------------------------- | ------------ | ------------------------------------------------------------------ | ------------------------------------------------------ | ---- |
| 1 | Animalia                   | Graeme Base                            | 2007–2008    | Animalia Productions Burberry Productions PorchLight Entertainment | Network Ten (Australia) PBS Kids Go! (Statele Unite)   |      |
| 2 | Zou                        |                                        | 2012–prezent | Scrawl Studios                                                     | Disney Junior                                          |      |
| 3 | Adam's Bakery              |                                        | 2015–2016    |                                                                    |                                                        |      |
| 4 | Cronicile lui Zorro        | Olivier Lelardoux                      | 2015–2016    | Zorro Productions International Blue Spirit Studio                 | France 3                                               |      |
| 5 | Taffy                      | Mike de Seve Sylvain Dos Santos        | 2018–prezent | Turner Broadcasting System Europe                                  | France 4 (sezonul 1) Gulli/Canal J (sezonul 2–prezent) |      |
| 6 | Sadie Sparks               | Bronagh O'Hanlon                       | 2019         | Brown Bag Films                                                    | Disney Channel                                         |      |
| 7 | Ultimii Copii de pe Pământ | Max Brallier                           | 2019–2021    | Atomic Cartoons Koko Production Inc.                               | Netflix                                                |      |
| 8 | Piloții de drone           | Pierre de Cabissole Sylvain Dos Santos | 2020–prezent | La Chouette Compagnie Supamonks Studio                             | TF1/Disney Channel                                     |      |
| 9 | Eroi pe jumătate           | Romain Gadiou Chloé Sastre             | 2022–prezent |                                                                    | France 4                                               |      |